# عضي مخي
العظيّ المُحّيِّة أو العظيّ الدماغية هي عضو مُصغر ينمو اصطناعيًا في المختبر يشبه الدماغ. تُنشأ العضويات الدماغية عن طريق زراعة الخلايا الجذعية متعددة القدرات في مفاعل حيوي دوراني ثلاثي الأبعاد، وتتطور على مدار أشهر.  الدماغ هو نظام معقد للغاية من خلال الأنسجة غير المتجانسة ويتكون من مجموعة متنوعة من الخلايا العصبية. هذا التعقيد جعل دراسة الدماغ وفهم كيفية عمله مهمة صعبة في علم الأعصاب، خاصةً عندما يتعلق الأمر بالأمراض التنكسية العصبية. الغرض من إنشاء نموذج عصبي في المختبر هو دراسة هذه الأمراض في مساحة أكثر بساطة وتغيرًا. هذا النموذج ثلاثي الأبعاد خالٍ من العديد من القيود المحتملة في الجسم الحي. يُحد اختلاف الفيزيولوجيا بين نماذج البشرية وغيرها من الثدييات من نطاق الدراسة في الاضطرابات العصبية. عضويات الدماغ عبارة عن أنسجة مركبة تحتوي على عدة أنواع من الخلايا العصبية ولها خصائص تشريحية تلخص مناطق القشرة المخية التي لوحظت في الدماغ.  تشبه العضويات الدماغية طبقات الخلايا العصبية التي تُسمى القشرة المُخيِّة والضفيرة المشيمية. في بعض الحالات، يُمكن أن تتشكل هياكل مشابهة لشبكية العين والسحايا والحصين. تمتلك الخلايا الجذعية القدرة على النمو إلى العديد من أنواع الأنسجة المختلفة، ويعتمد مصيرها على العديد من العوامل. فيما يلي صورة توضح بعض العوامل الكيميائية التي يمكن أن تؤدي إلى تمايز الخلايا الجذعية إلى أنسجة عصبية مختلفة. تُستخدم تقنيات مماثلة على الخلايا الجذعية المستخدمة في إنماء العضويات الدماغية.

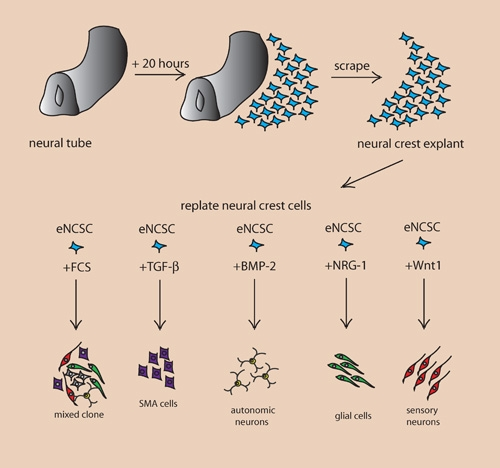
عوامل النمو الإرشادي التي تنظم قرارات المصير في NCSCs الجنيني